# 風光る (渡辺多恵子の漫画)
『風光る』（かぜひかる、Kaze Hikaru）は、渡辺多恵子による日本の漫画作品。小学館の『別冊少女コミック』にて1997年から連載を開始。その後掲載誌を同社の『月刊フラワーズ』に移し、2020年7月号まで連載された。新選組をテーマとした幕末青春グラフィティ。第48回（平成14年度）小学館漫画賞受賞。

## あらすじ
幕末の京都で、壬生浪士組（後の新選組）に入隊志願した神谷清三郎。だが、実は彼は男装した少女・富永セイであった。父と兄と3人で診療所を営んでいたが、長州の反幕派の浪人により診療所は燃やされ、父と兄は殺されてしまう。セイも火傷を負うが、たまたま近くを訪れていた沖田総司に助けられる。父と兄の仇を討つため、当時女子はかたき討ちを認められなかったために、彼女は性別を偽り、壬生浪士組に志願しようとしていた兄の意志を継ぎ、入隊したのだった。

## 登場人物
※年齢は39巻（慶応4年）時点にして、数え年。総司の生年は天保15年である。声の記述はドラマCD版。

### 新選組隊士
神谷清三郎 / 富永セイ（かみや せいざぶろう / とみなが セイ）声 - 日髙のり子
主人公。初登場時15歳。最終話時点で数え年齢で27歳。家族は土方歳三との間に出来た長男の誠。両親と兄がいたが、母親は病死。父と兄は尊皇攘夷派の志士に殺害された。父と兄の仇討ちのため、男装して壬生浪士組へ入隊した。本懐を遂げた後、いつしか総司に恋心を寄せ、彼の側にいたいと願う一番隊隊士。かつては、総長・局長・副長の小姓を務めていた。母親似の美人で、隊内では非常に人気者。体の身軽さと素早さを利用した、我流の剣術を編み出している。剣の腕前は並みの隊士以上。言動は男っぽいが、普段は優しく思いやりのある性格。総司の最晩年には主治医かつ妻を兼任。容姿はどこか子供っぽさが残っていたが、幕末の動乱期に男性経験も持ち、セイ自身が望んだわけでは無かったものの、思わぬ形で妊娠・出産も経験する事で最終的には女性として大きく成長した。
名前の由来は、生命を寿ぐ（＝言葉によって祝福する）意味。実は野暮天女王。負けず嫌いで、たまに後先を省みない。恋愛以外においては勘が鋭い。
- 嘉永2年（1849年）・元御家人　富永玄庵と、リン（旧姓・神谷）の第二子として誕生。
- 嘉永5年（1852年）・4歳の冬に母を亡くす。
- 嘉永6年（1853年）・5歳の春に沖田宗次郎と出会う。
- 安政3年（1856年）・8歳の暮れ、玄庵を訪ねてきた松本良順と出会う。
- 安政5年（1858年）・10歳のころに左京区頂妙寺に引っ越す。
- 文久3年（1863年）・春に父と兄を尊皇攘夷派浪士に殺害され、千寿庵で治療を受ける。
- 文久3年（1863年）・性別を偽り、敵討ちのため壬生浪士組（のち新選組）に入隊。
- 慶応4年（1868年）・5月30日に沖田総司の最期を看取る。葬儀の後に沖田の遺言を叶えるために土方を探して旅立つ。沖田の子供を妊娠する事は叶わなかった。
- 明治2年（1869年）・4月、沖田の遺言と遺髪を携え、箱館五稜郭で土方歳三と再会。隊への復帰を土方に願い出るが拒否され、絶望して自害しようとするも制止され、半ば強姦され（※当初は必死に抵抗していた）、土方に子種を付けられた。江戸に戻った7月初旬、悪阻が身体に起きて生涯で初めて子供を妊娠する。
- 明治3年（1870年）・妊娠したことで自死することを思い止まり、年が明けた1月頃に土方歳三との間に出来た長男・誠を無事に出産した。母子共に健康。22歳で初産。母親となる。
- 明治8年（1875年）・藤田五郎（＝斎藤一）とは東京にて再会。富永セイとして、良順の手伝いをしている。27歳。また、誠を女手一つ手で育てている。

沖田総司声 - 松田洋治
もう1人の主人公。壬生浪士組副長助勤→新選組一番隊組長。20歳→25歳（享年）。セイの世話役兼直属の上司。池田屋事変以降セイに恋心を寄せ、1年後自覚した。甘味好き。 隊内トップクラスの腕前にして、勘が非常に鋭い。普段は明るく天然ボケ（?）で子供好き。常に笑顔な反面、時にはひどく他人に厳しく冷たい。幼いころは泣き虫だった。寝ながら話を聞ける。口調は「です、ます調」。色恋沙汰には鈍感で、野暮天王。考えることが苦手で作戦を練ることには不向き。4年後、小花経由で結核に感染し、千駄ヶ谷にて療養しつつも徐々に悪化していき、最後はセイに看取られる（※池田屋で昏倒した原因は熱中症である）。療養中にセイに求婚し、事実上の夫婦として残りわずかな余生を過ごす。セイとの間には子供は生まれず、直系の血筋は途絶える。
- 天保15年（1844年）・沖田勝次郎・ナオの第三子（長男）として誕生。
- 嘉永5年（1852年）・9歳の時に試衛館の下働きとなる。島崎勝太・土方歳三と出会う。
- 嘉永6年（1853年）・10歳の時、5歳のセイと出会い、その時の光景が原風景となる。その後、試衛館の門人となる。
- 文久3年（1863年）・20歳で元服、上洛浪士組に参加。

斎藤一声 - 関智一
壬生浪士組副長助勤→新選組三番隊組長→御陵衛士→新選組隊士。25歳。その実、正体は会津容保直々に派遣された隠密の監察官。セイから兄のように慕われ、彼女に恋心を抱いている。祐馬とは同門かつ友人関係であり、総司と同等の実力者でもある。常に無表情で真面目で冷静沈着な反面、セイの生肌を見ると動揺し、頭から水をかぶる（通称・斎藤一式修行法）。時々ポーカーフェイスが崩れる。2年後、セイが女だと気付き嫁がせようと決意するも、様子を見守る。総司とは何だかんだで仲が良い。御陵衛士になり新選組を離れる前、自分に気がないと知りながらセイに口吸いし想いを伝え、後にその報復で総司に口吸いされ悲哀に暮れた。幹部の中では、数少ない月代姿である。生存し維新後は藤田五郎と改名して警視庁に勤める。東京で妻らしき女性を連れて歩いている所でセイと再会する。新撰組幹部の中では永倉と共に数少ない天寿を全うする事ができた隊士。
近藤勇声 - 大川透
壬生浪士組局長→新選組局長。享年35歳。温厚で新選組の父親的存在。多摩の豪農生まれで、幼いころから武士になりたがっている。16歳で天然理心流三代目の養子となり、四代目を襲名している。作者曰く「天然の誑し」。妓をよく囲っては、よく騙されている。非常に寛容な性格。総司の（生涯）大好きランキングNo.1。慶応3年12月18日の銃撃に受けた傷が原因で、右腕が動かなくなる（※麻痺ではない）。慶応4年4月25日、近江屋事件の首謀者冤罪を着せられたまま、板橋にて処刑された。正妻はツネ、その娘はタマ、孝との娘はユウ、直属の上官は松平容保。
土方歳三声 - 上川隆也
壬生浪士組副長→新選組副長。享年35歳。多摩の豪農生まれ。オカマとナメクジとホモが大嫌い。新選組の母親的存在で、局中法度を作った張本人。自他ともに認める鬼副長かつ、端整な女誑し。総司の（生涯）大好きランキングNo.2。幼少時は女顔だった。もともと酒好きではない。27歳の時に結核を患ったが、完治している。幕府瓦解後も東北各地を転戦して新政府に抵抗し、函館の五稜郭でセイと再会した際に総司の死を知り、後を追って死のうとするセイを妊娠させる為に強姦し、子種を付けた。死後に江戸に帰ったセイが歳三の子供を妊娠・出産したのでセイとの間に長男の誠がいて歳三の血筋は後世に引き継がれた（但し、誠は富永姓を名乗っているので歳三直系の土方家は相続せず断絶）。
芹沢鴨声 - 逆木圭一郎
壬生浪士組局長→新選組局長。豪快で酒乱な一方、面倒見がいい英雄気質。暴走し出すと止まらない。文久3年9月、愛妾（梅）と共に総司らによって粛清される。
山南敬助声 - 田中秀幸
壬生浪士組副長→新選組総長。享年33。博学かつ温厚な性格で、明里とは愛し合っていた。セイが女であることを知っている。
禁門の変における六角獄舎での囚人の対応や、天狗党の乱における慶喜の対応により、幕府を見限る。その後、隊を脱走し切腹する。明里には自身を馬謖に例え、手紙に遺している。
永倉新八声 - 大内厚雄
壬生浪士組副長助勤→新選組二番隊組長。30歳。左之助と共に遊里によく通っていた。元々はかなり立派な武家生まれ。甲州勝沼の戦いでの敗走後、勇の元を離れる。生存し、維新後は函館に住む。後に「新撰組顛末記」を著して現代に新撰組の姿を伝えた。近藤勇の業績を表彰して板橋に記念碑を建立する。新撰組幹部の中では斎藤と共に数少ない天寿を全うする事ができた隊士。
井上源三郎
壬生浪士組副長助勤→新選組六番隊組長→三番隊組長。享年40歳。試衛館からの同志の中では一番年上。周囲からはお爺ちゃん扱い。
藤堂平助声 - 佐藤仁志
壬生浪士組副長助勤→新選組八番隊組長→御陵衛士。享年24。試衛館に入る前からの先輩（山南）を慕っている。土方・伊東・斎藤が東下した際に再会するまで山南の死を知らされていなかった。慶応3年11月18日、油小路にて刺客を装った新選組に暗殺される。
原田左之助声 - 岡田達也
壬生浪士組副長助勤→新選組十番隊組長→四番隊組長。29歳。結婚するまでは女好きで、何かにつけては遊里に通っていた。腹の一文字傷は、昔勢いでつけた痕。妻はまさ、長男は茂、2人目も生まれる（予定）。彼も新八と共に勇の元を離れるが、勇と歳三を心配して新八と別れる。上野で起きた戦いに参加して戦死したと伝えられている。
伊東甲子太郎
新選組参謀→御陵衛士棟梁、享年33。美しいものを愛している。まつ毛がある。自他共に認める美形で長身。博学かつ策士であり、勤王思想家。剣の腕も高い。隊士の取り入れ役を兼ねるため、花香太夫を囲っている。天狗党の乱以降、慶喜のことが大嫌い。
反近藤派&尊皇派を集めて、御陵衛士を作り新選組から離脱した。茨木&中村が自刃することになったことから近藤らへの復讐を誓う。慶応3年11月18日、油小路にて歳三に謀殺される。
中村五郎
伊東甲子太郎が江戸で徴募した、新入隊士の1人。初対面でセイを女子と見抜き、恋心を抱いている。その後、伊東にも傾倒していく。一番隊仮隊士→十番隊隊士→御陵衛士。
慶応3年6月12日、新選組の幕臣取り立てを機に茨木司、佐野七五三之助、富川十郎、新入隊士6名とともに京都守護職邸へ離隊を嘆願する。その2日後、新入隊士全員を離隊させ、自分たち4人は伊東への嫌疑を断つために自刃した。
三木三郎
伊東甲子太郎の弟。九番隊組長→御陵衛士。兄とは似ても似つかないほど酒太りした体型（幼いころは共に美男子兄弟だった）。幼いころから兄を尊敬しているも、兄からは邪険にされている。酒に酔うと、兄と同じく誑し口調に変わる。
内海次郎
伊東と共に入隊した、彼の右腕兼ツッコミ役。登場する際はほぼ伊東と一緒。口は悪いが勘が良い。十番隊隊士→御陵衛士。油小路事件以降、伊東の無念を晴らそうと新選組殲滅を画策する。
加納鷲尾
伊東とともに入隊した同志の1人。大島流槍術の達人。三木の世話役で、いつも伊東に邪険にされる彼の肩を持ち、毎朝の挨拶は欠かさない。
山崎烝
新選組監察方→五番隊組長。近藤派で、様々な人物に変装して町を探っている。伊東派の動きにも目を光らせている。鳥羽伏見の戦いで負った傷をろくに治療せず無理をしたため、全身麻痺を起こし、最期は歳三に看取られる。享年33。
谷三十郎
新選組七番隊組長。生真面目で、誰に対しても容赦がない。過去の諸事情によって以来、重度の人間不信である。最期は、かつて粛清した友の妻子により仇討ちに遭う。
谷万太郎
新選組の監察方隊士。谷三十郎の弟で、外見・性格共に兄とは似ても似つかないほどおっとりしている。兄を尊敬している。
相田（そうだ）& 山口（やまぐち）
一番隊の隊士二人組（隊内では最古参）。2人よく一緒にいる。時には組長代理も務める。当初からずっとセイのことが好きだが、最終的には総司とセイの恋を見守る。総司を尊敬している。
野村利三郎、相馬主計
35巻より登場。彼らも2人よく一緒にいることが多い。野村のほうが2日入隊が早く、相馬は孝に惚れていた。

### その他
里声 - 佐久間レイ
「花家（はなや）」の天神。源氏名は、さと乃（祇園）→明里（島原）。祐馬や山南とは恋仲だった。セイの恋人役かつ姉的存在。山南によって身請けされ、表向きにはセイに囲われている。正一と共に屯所近辺に住んでいる。生活費はセイに頼らず、三味線の出稽古をして生計を立てている。
松本良順
幕府典医であり、蘭方医学の権威（※地位は法眼）。南部精一郎とは師弟関係。新選組の主治医（1人目）。玄庵とは幼馴染であり、彼を兄として慕っていた。セイを実の娘のように接している。
正妻（トキ）とはおしどり夫婦。
南部精一郎（なんぶ せいいちろう）
会津侯典医。彼もセイが女だと知っているし、新選組の主治医（2人目）でもある。良順より2歳下であり、彼を師匠として尊敬している。
坂本龍馬 / 才谷梅太郎
尊攘派中心人物。短筒を所持しているが、撃っても当たらない。温厚でドジ。慶応3年11月15日、京都見廻組（?）によって近江屋で暗殺される。愛妾は龍、登勢を大いに信頼している。
一橋慶喜 / 浮之助
禁裏守衛総督兼摂海防禦指揮→15代将軍。頭の切れるおちゃらけた男で、しかも偽名を使ってよく女遊びする。家茂の死後、将軍へ就任。
徳川家茂
14代将軍。人柄がよく、家臣からも非常に愛されている。甘味好きが災いして、脚気に罹る。正妻（和宮）との仲は良好。
深雪（みゆき）&孝（コウ）
2人とも、大阪の遊里に置かれた売れっ子太夫。もとは武家出身であったが、元治の変によって共に売られた。近藤勇により身請けされている。
姉・深雪は、妹のために勇を騙すが、最終的には妹に手の平を返され、手切れ金をもらい、彼の元から去った。（本来）妹思いの優しい性格。
妹・孝は、セイと同い年であり雰囲気が彼女に似ている。源氏名は御幸（ごこう）、身請けされた当初は女中だった。
富永玄庵（とみなが げんあん）
セイと祐馬の父親。祐馬と共に、尊皇攘夷派浪士の襲撃に遭った。元江戸府内直参の臣にして蘭医。医学に一途な人であり、愛妻家。良順より10歳上だった。
富永祐馬（とみなが ゆうま）声 - 関智一
セイより7歳上の兄。壬生浪士組へ入隊志願し、武士になることを望んでいた。佐幕思想が強い。父親と共に、尊皇攘夷派浪士に襲撃された。斎藤一に似ている。
富永誠（とみなが マコト）
セイの息子。6歳。セイが土方に半ば強姦されて意図的に子種を付けられて身籠った末に生を受けた。誠を妊娠した故に、かつての新撰組の仲間を失い自暴自棄になって自分も後を追って死のうとしたセイを思い止まらせる事となり、セイ生存の根幹となった。父親は土方歳三だが、顔は総司にそっくりである。両親と兄を亡くしたセイには唯一の血縁関係のある実子であり家族となる。出産時には既に父親の歳三は他界しており、母親であるセイの手で養育され、深く愛されている模様。歳三の息子だが、土方姓は名乗らせず富永家を相続する。
キン声 - 松浦チエ
「花家」の遊女で、約2年後天神に昇格した。源氏名は小花（こはな）。本名が総司の次姉と同名。元々は町方出身。僧家出身として武家に嫁ぐも、姑により離縁し島原に身を売る。元夫は承之助（しょうのすけ）、その娘はユキである。総司とは月一で添い寝しつつ、彼に恋心を抱いていた。さらに2年後には結核に罹り、総司に看取られる。
サエ
ツネとは、試衛館へ来る前からずっと一緒だった女性。試衛館では家事をしていた。16歳の時、自分より1歳上の総司に求婚するも、断られて懐剣で自殺未遂する。その5年後商家に嫁ぎ、総司への想いを吹っ切るため、再び彼に会う。男勝りで真っ直ぐな性格。
正一（まさいち）
京の町に住む少年。通称・正坊（まあぼう）。セイより8歳下。禁門の変で両親を失い、養父母のもとで暮すも、彼らに懐かず折檻され逃げ出す。一時声が出なくなる心の病気に罹っていた。山南の死後は、里と共に暮し、彼女を慕っている。

## ドラマCD
2001年12月22日に、ドラマCDが発売された（※現在3巻まで）。キャストのほとんどが演劇集団キャラメルボックスの所属である。

### スタッフ
- 脚本：真柴あずき
- 音響監督：高橋秀雄
- 音響効果：佐藤一俊
- 録音調整：成田一明
- 録音助手：榎本慎一
- 録音スタジオ：スタジオマウス
- 音響製作：マウスプロモーション
- 音響製作担当：谷美也子
- 音楽：亀山耕一郎
- 音楽コーディネーター：早川治久
- プロデューサー：原田宗一郎、加藤長輝
- Aプロデューサー：牧陽子
- 企画協力：古川麻子
- デザイン：渡邉智子
- 製作：BLUE PLANET

## 書誌情報

### 単行本
- 渡辺多恵子 『風光る』 小学館〈別コミフラワーコミックス（1巻 - 11巻）→flowersフラワーコミックス（12巻 - 21巻）→フラワーコミックス（22巻 - 45巻）〉、全45巻
  1. 1997年10月25日発売[5]、ISBN 4-09-137351-8
  2. 1998年04月23日発売、ISBN 4-09-137352-6
  3. 1998年10月26日発売、ISBN 4-09-137353-4
  4. 1999年04月22日発売、ISBN 4-09-137354-2
  5. 1999年10月26日発売、ISBN 4-09-137355-0
  6. 2000年02月26日発売、ISBN 4-09-137356-9
  7. 2000年07月26日発売、ISBN 4-09-137357-7
  8. 2001年01月26日発売、ISBN 4-09-137358-5
  9. 2001年06月26日発売、ISBN 4-09-137359-3
  10. 2001年11月26日発売、ISBN 4-09-137360-7
  11. 2002年04月24日発売、ISBN 4-09-138101-4
  12. 2002年08月23日発売[6]、ISBN 4-09-138102-2
  13. 2003年02月26日発売、ISBN 4-09-138103-0
  14. 2003年07月26日発売、ISBN 4-09-138104-9
  15. 2003年12月19日発売、ISBN 4-09-138105-7
  16. 2004年07月26日発売、ISBN 4-09-138106-5
  17. 2005年01月26日発売、ISBN 4-09-138107-3
  18. 2005年08月26日発売、ISBN 4-09-138108-1
  19. 2006年01月26日発売、ISBN 4-09-130323-4
  20. 2006年06月26日発売、ISBN 4-09-130499-0
  21. 2006年12月21日発売、ISBN 4-09-130757-4
  22. 2007年06月26日発売、ISBN 978-4-09-131089-7
  23. 2007年11月26日発売、ISBN 978-4-09-131386-7
  24. 2008年05月26日発売、ISBN 978-4-09-131678-3
  25. 2008年11月26日発売、ISBN 978-4-09-132180-0
  26. 2009年05月26日発売、ISBN 978-4-09-132480-1
  27. 2009年11月26日発売、ISBN 978-4-09-132806-9
  28. 2010年06月25日発売、ISBN 978-4-09-133177-9
  29. 2010年11月26日発売、ISBN 978-4-09-133450-3
  30. 2011年06月24日発売、ISBN 978-4-09-133807-5
  31. 2011年12月26日発売、ISBN 978-4-09-134109-9
  32. 2012年06月26日発売、ISBN 978-4-09-134475-5
  33. 2012年12月26日発売、ISBN 978-4-09-134839-5
  34. 2013年08月31日発売、ISBN 978-4-09-135459-4
  35. 2014年03月26日発売、ISBN 978-4-09-135737-3
  36. 2014年10月24日発売、ISBN 978-4-09-136625-2
  37. 2015年06月26日発売、ISBN 978-4-09-137308-3
  38. 2016年01月26日発売、ISBN 978-4-09-138238-2
  39. 2016年09月26日発売、ISBN 978-4-09-138667-0
  40. 2017年05月26日発売、ISBN 978-4-09-139290-9
  41. 2018年01月26日発売、ISBN 978-4-09-870033-2
  42. 2018年09月26日発売、ISBN 978-4-09-870205-3
  43. 2019年06月26日発売、ISBN 978-4-09-870455-2
  44. 2020年02月26日発売、ISBN 978-4-09-870862-8
  45. 2021年02月25日発売、ISBN 978-4-09-871299-1
    - 一色扉絵集つき特装版：同日発売、ISBN 978-4-09-943079-5

### 文庫版
- 渡辺多恵子 『風光る』 小学館〈小学館文庫〉、既刊12巻（2011年9月15日現在）
  1. 2007年11月15日発売、ISBN 978-4-09-191811-6
  2. 2007年11月15日発売、ISBN 978-4-09-191812-3
  3. 2007年12月15日発売、ISBN 978-4-09-191813-0
  4. 2008年01月16日発売、ISBN 978-4-09-191814-7
  5. 2008年02月15日発売、ISBN 978-4-09-191815-4
  6. 2008年03月15日発売、ISBN 978-4-09-191816-1
  7. 2011年07月15日発売、ISBN 978-4-09-191817-8
  8. 2011年07月15日発売、ISBN 978-4-09-191818-5
  9. 2011年08月12日発売、ISBN 978-4-09-191819-2
  10. 2011年08月12日発売、ISBN 978-4-09-191820-8
  11. 2011年09月15日発売、ISBN 978-4-09-195021-5
  12. 2011年09月15日発売、ISBN 978-4-09-195022-2

### 関連書籍
- 『風光る京都―沖田総司と歩く新選組の舞台』2001年12月13日発売、ISBN 4-09-179805-5
- 『風光る画集 花がたり』2008年3月26日発売、ISBN 978-4-09-199012-9
- 『風光る 総司＆セイ 恋セレクション』2020年3月26日発売、ISBN 978-4-09-871022-5
- 『風光る紀行』2021年2月25日発売、ISBN 978-4-09-179345-4